# Английски фоксхаунд
Английският фоксхаунд (на английски: English Foxhound) е порода кучета, произхождаща от Великобритания. Влиза в групата на ловните кучета. Създадена е през 16 век в Англия за лов на лисици.
Представителите на тази порода са отлични ловни кучета с много жив темперамент. Но са много шумни и това ги прави не много подходящи за ролята на домашни любимци. Високи са между 53 и 60 см и тежат между 30 и 34 кг. Допустими са двуцветна и трицветна окраска. Опашката е високо поставена и завъртяна отгоре. Лапите са лисичи, с големи и здрави възглавнички.
Английският фоксхаунд се нуждае от много физически упражнения и често четкане на козината. Той преследва лисици на дълги разстояния и това обуславя голямата му потребност от движение. Той е интелигентно, вярно и лесно за обучение куче. Държи се добре с други кучета, деца и други животни, особено коне.